# Contropulsatore aortico
Il contropulsatore aortico (o IABP, acronimo di Intra Aortic Balloon Pump) è un supporto meccanico per il ventricolo sinistro. Il supporto dispone di un catetere a palloncino posizionato nella aorta toracica discendente circa 1–2 cm al di sotto dell'origine dell'arteria succlavia sinistra. il principio di funzionamento prevede il palloncino gonfio durante la diastole e sgonfio durante la sistole.

## Storia
Il dispositivo è stato sperimentato al Grace Sinai Hospital di Detroit negli anni sessanta dal Dr. Adrian Kantrowitz e la sua équipe. Il dispositivo è stato sviluppato per l'utilizzo in chirurgia cardiaca dal Dr. David Bregman nel 1976 presso il New York-Presbyterian Hospital di New York.
Il primo impianto clinico è stato condotto al Maimonides Medical Center, Brooklyn, nell'ottobre 1967. Il paziente, una donna di 48 anni, in stato di shock cardiogeno e non rispondente alla terapia tradizionale. Il contropulsatore è stato inserito con un taglio verso il basso dell'arteria femorale sinistra. Il pompaggio è stato eseguito per circa 6 ore. Lo stato di shock si è risolto e la paziente è stata dimessa.
La dimensione del pallone originale era di 15 French, ma in seguito furono sviluppati palloni da 9 e 8 French. Dal 1979, il posizionamento del palloncino è stato modificato utilizzando la tecnica di Seldinger.

## Funzionamento
Gonfiaggio

Parametri vitali registrati durante una contropulsazione con rapporto 1:2

Il catetere a palloncino viene immediatamente gonfiato dopo la chiusura della valvola aortica. Questo determina:
1. incremento della pressione di perfusione coronarica
2. incremento dell'ossigenazione coronarica e sistemica
3. incremento della pressione periferica di perfusione
4. abbassamento delle resistenze sistemiche
5. aumento della funzionalità del ventricolo sinistro

Sgonfiaggio

Il catetere viene rapidamente sgonfiato immediatamente prima della sistole. Questo crea
1. riduzione del carico cardiaco con conseguente riduzione del consumo di ossigeno da parte del miocardio
2. riduzione della pressione di picco sistolica dovuta alla riduzione del lavoro del ventricolo
3. aumento della gittata cardiaca
4. aumento della frazione di eiezione

Il palloncino è realizzato in polietilene e riempito di elio. Il gonfiaggio aiuta a spostare rapidamente il sangue verso il bulbo aortico, facendo salire la pressione diastolica e il flusso coronarico. Lo sgonfiaggio deve essere velocissimo, un attimo prima della sistole, così che scenda la pressione ed il ventricolo sinistro, svuotandosi in un vaso libero, faccia crescere il volume sistolico e incrementi la portata cardiaca.

## Indicazioni
Le seguenti situazioni possono trarre beneficio da questo dispositivo:
- Lo shock cardiogeno, se usato da solo come trattamento per l'infarto miocardico. Il 9-22% sopravvive dopo il primo anno.
- Insufficienza mitralica acuta e perforazione del setto.
- Angina pectoris instabile con benefici da contropulsazione.
- Post intervento di chirurgia cardiotoracica per lo svezzamento di pazienti dopo l'utilizzo della macchina cuore-polmone.
- L'utilizzo preoperatorio è suggerito per pazienti ad alto rischio come quelli che presentano angina instabile e stenosi maggiore del 70% del ramo principale dell'arteria coronaria o con disfunzione ventricolare con una frazione di eiezione inferiore al 35%.
- Angioplastica coronarica percutanea
- In interventi di bypass aorto-coronarico ad alto rischio, in cui è stato diminuito il tempo di utilizzo della circolazione extracorporea, così come durante il periodo di intubazione e di degenza ospedaliera.[8]
- Durante la terapia trombolitica di un infarto miocardico acuto.[3]

## Controindicazioni

### Controindicazione assolute
Le seguenti condizioni escludono in maniera assoluta i pazienti per il trattamento:
- Grave insufficienza della valvola aortica
- Dissecazione aortica
- Grave sindrome di Leriche

### Controindicazioni relative
Le seguenti condizioni rendono sconsigliabile la terapia IABP, tranne che in circostanze urgenti:
- Innesti di protesi vascolari in aorta
- Aneurisma aortico
- Innesti aortofemorali

## Complicanze
Poiché il dispositivo è inserito nell'arteria femorale e nell'aorta, esso potrebbe provocare ischemia e sindrome compartimentale. La gamba è a più alto rischio di essere colpita da ischemia, se l'arteria femorale viene ostruita. Il posizionamento del palloncino troppo distale dall'arco aortico, può indurre occlusione dell'arteria renale e successiva insufficienza renale. Altre possibili complicanze sono l'embolia cerebrale durante l'inserimento, l'infezione, la dissezione dell'aorta o dell'arteria iliaca, la perforazione dell'arteria e la conseguente emorragia nel mediastino. Un eventuale guasto meccanico del palloncino può richiedere un intervento di chirurgia vascolare di emergenza per rimuoverlo.